# Eduard von Riedel

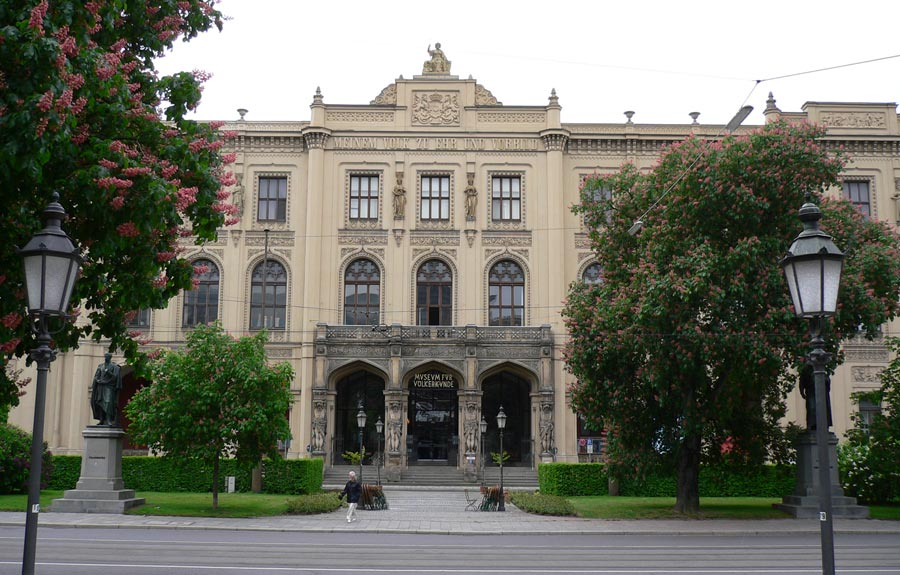
Altes Bayerisches Nationalmuseum, später: Völkerkundemuseum, heute: Museum Fünf Kontinente, an der Maximilianstraße

Eduard von Riedel (* 1. Februar 1813 in Bayreuth-Riedelsberg; † 24. August 1885 in Starnberg) war ein deutscher Architekt und bayerischer Baubeamter.

## Leben
Riedel war der Sohn des königlich-bayerischen Kreis- und Regierungsbaumeisters Karl Christian Riedel und dessen Frau Anna Marianna Eleonora (geborene Tretzel, † 12. Oktober 1844). Er studierte zunächst in Bayreuth Architektur, dann an der Kunstakademie in München. 1834 legte er seine Abschlussprüfung in Architektur ab und erhielt ein Stipendium, das ihm 1839/40 eine Reise nach Italien ermöglichte. 1842 heiratete er die aus Mannheim stammende Antonie Mohr. Nach dem Studium übernahm er die Leitung des Neubaus des Damenstifts an der Ludwigstraße, anschließend errichtete er Residenz und Schlossgarten für König Otto von Griechenland in Athen. Bis 1850 war er dort Hofarchitekt, danach wechselte er nach München, wo er zusammen mit Leo von Klenze die Propyläen fertigstellte. Von 1852 bis 1857 war Riedel Professor am Polytechnikum. 1853 wurde er zum Hofbauinspektor ernannt und 1872 wurde er Leiter der Hofbauintendanz und königlicher Hofbaudirektor.
Zu den Werken des Baumeisters, der Bauten im hellenistischen, maurischen, romanischen, gotischen und Renaissance-Stil entwarf, gehört das Wolfram-von-Eschenbach-Denkmal in Eschenbach, zahlreiche Brunnen im Schleißheimer Schlosspark, die Münchener Beamtenreliktenanstalt, das Bayerische Nationalmuseum sowie zahlreiche Pläne, unter anderem für das Zisterzienserkloster Mehrerau bei Bregenz, eine neue Universität sowie ein neues Münzgebäude in München. Außerdem war er für die Restaurierung zahlreicher Schlösser verantwortlich. Seine wichtigste Arbeit war wohl der Entwurf für Schloss Neuschwanstein im Auftrag von König Ludwig II. Nach seiner Pensionierung im Jahr 1874 übernahm Georg von Dollmann die Leitung der Baumaßnahmen am Schloss.
Der Maler August Riedel war sein Bruder.

## Werk (Auswahl)
- 1848–64: Entwürfe für die Grablege Maximilians II.
- 1852–53: Fertigstellung des Casinos auf der Roseninsel im Starnberger See
- 1852–77: Entwürfe für die Fassade der Max-II-Kaserne in München
- 1854–56: Erweiterung des Bazar-Gebäudes von Leo von Klenze am Odeonsplatz in München
- 1856–58: Umbau der Herzog-Max-Burg am Lenbachplatz in München
- 1857: Königliches Jagdhaus „Brunnenkopfhütte“ im gemeindefreien Ettaler Forst
- 1859–65: Bayerisches Nationalmuseum (heute: Museum Fünf Kontinente) in der Maximilianstraße 42 in München
- 1861–63: Entwurf der Fassade der Neuen Kaserne in der Bertholdstraße 2 in Regensburg
- 1862: Entwurf für die Gartenanlage von Schloss Feldafing
- 1862–63: Entwürfe für eine neue Universität am Karlsplatz in München
- 1863–65: Beamtenreliktenanstalt in der Maria-Theresia-Straße 35 in München
- 1866: Galeriegebäude des Kunstverein München im Münchner Hofgarten
- 1864: Grabkapelle Maximilians II. in der Theatinerkirche in München
- 1869–1874: Entwurf für Schloss Neuschwanstein